# Copidognathus pumicatus
Copidognathus pumicatus is een mijtensoort uit de familie van de Halacaridae. De wetenschappelijke naam van de soort is voor het eerst geldig gepubliceerd in 1999 door Bartsch.